# Fernando Cárpena
Fernando Cárpena fue un futbolista peruano que jugaba como Arquero.

## Trayectoria
Fue un requerido arquero de diversos clubes profesionales como el Sport Boys Association, y el  Deportivo Municipal entre otros clubes.

## Clubes
| Club                | País | Año       |
| ------------------- | ---- | --------- |
| Santiago Barranco   | Perú | 1949      |
| Centro Iqueño       | Perú | 1950-1957 |
| Sport Boys          | Perú | 1958-1961 |
| Deportivo Municipal | Perú | 1962      |
| Sport Boys          | Perú | 1963-1965 |
| Centro Iqueño       | Perú | 1966-1967 |
| Octavio Espinosa    | Perú | 1968-1970 |